# Cuxac-d’Aude
Cuxac-d’Aude település Franciaországban, Aude megyében. Lakosainak száma 4070 fő (2022. január 1.). Cuxac-d’Aude Coursan, Moussan, Narbonne, Ouveillan, Sallèles-d’Aude és Montels községekkel határos.

## Népesség
A település népessége az elmúlt években az alábbi módon változott:
| Lakosok száma | 2314 | 3014 | 3998 | 4334 | 3988 | 3974 | 4030 | 4033 | 4044 | 4070 |
|               | 1968 | 1982 | 1990 | 2006 | 2013 | 2015 | 2017 | 2019 | 2020 | 2022 |